# 福島豪
福島 豪（ふくしま ごう、1985年2月26日 - ）は日本の教育学者、保育者職場環境コーディネーター。鹿児島国際大学福祉社会学部准教授。修士（教育学）。北海道函館市出身。日本の保育業界へのRealistic Job Preview導入の第一人者。また、「擬似リアリティショック」という造語の生みの親である。

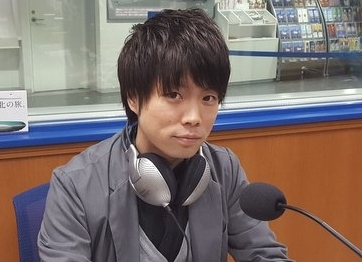
ラジオにて

## 概要
クラーク記念国際高等学校、明治大学文学部卒業、早稲田大学大学院教育学研究科修士課程修了。予備校講師、函館大谷短期大学専任講師を経て現職。東北大学大学院博士後期課程教育情報学教育部在学中
専攻は教育哲学で、藤井千春に師事。大学院生時代、同ゼミに苫野一徳がおり、強い影響を受けている。
現在は保育者の離職問題をテーマとして取り組み、各地で講演をおこなっている。こども対大人、或いはこども対こどもの人間関係は先行研究も多いが、福島のように保育職内の大人対大人の人間関係に焦点をあてているケースは稀。

## 人物

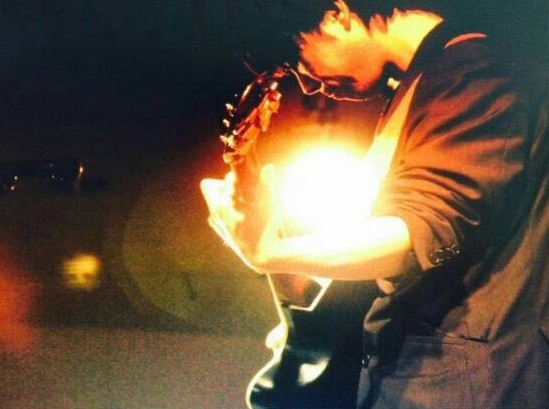
ギタリスト時代（飛遊）引用（サウダージスタジオ公式サイト）

函館市で生まれる。高校在学中、ビジュアル系バンド・飛遊を結成。ギタリスト兼リーダーとして活躍する。作詞作曲はほぼ自身が手掛けた。解散して十数年が経ってもなお、復帰を望む声は多い。活動中本人は「なぜ勉強をする必要があるのか」と悩み、その意味を発見するために大学の進学を決意する。
明治大学入学後、齋藤孝と出会い、学術の様々なスタイルを学ぶ。その中で自分の常に思う疑問それ自体を問う学問が哲学であることを知り、大学院へと進学を決意。早稲田大学大学院教育学研究科に最優秀の成績で入学する。その結果大隈重信奨学金奨学生となる。

予備校講師を経て、函館大谷短期大学に赴任してからは、コミュニティFM・FMいるかでパーソナリティも務めた。当番組では、しばしば童顔がネタにされ、「奇跡のイケメン30代」と言われていた。また各地で行っている講演でも「学生に学生と間違えられる」と悩みを告白している。ビジュアル面での評価がとても高いが、本人は全く気にしてないという（取材より）

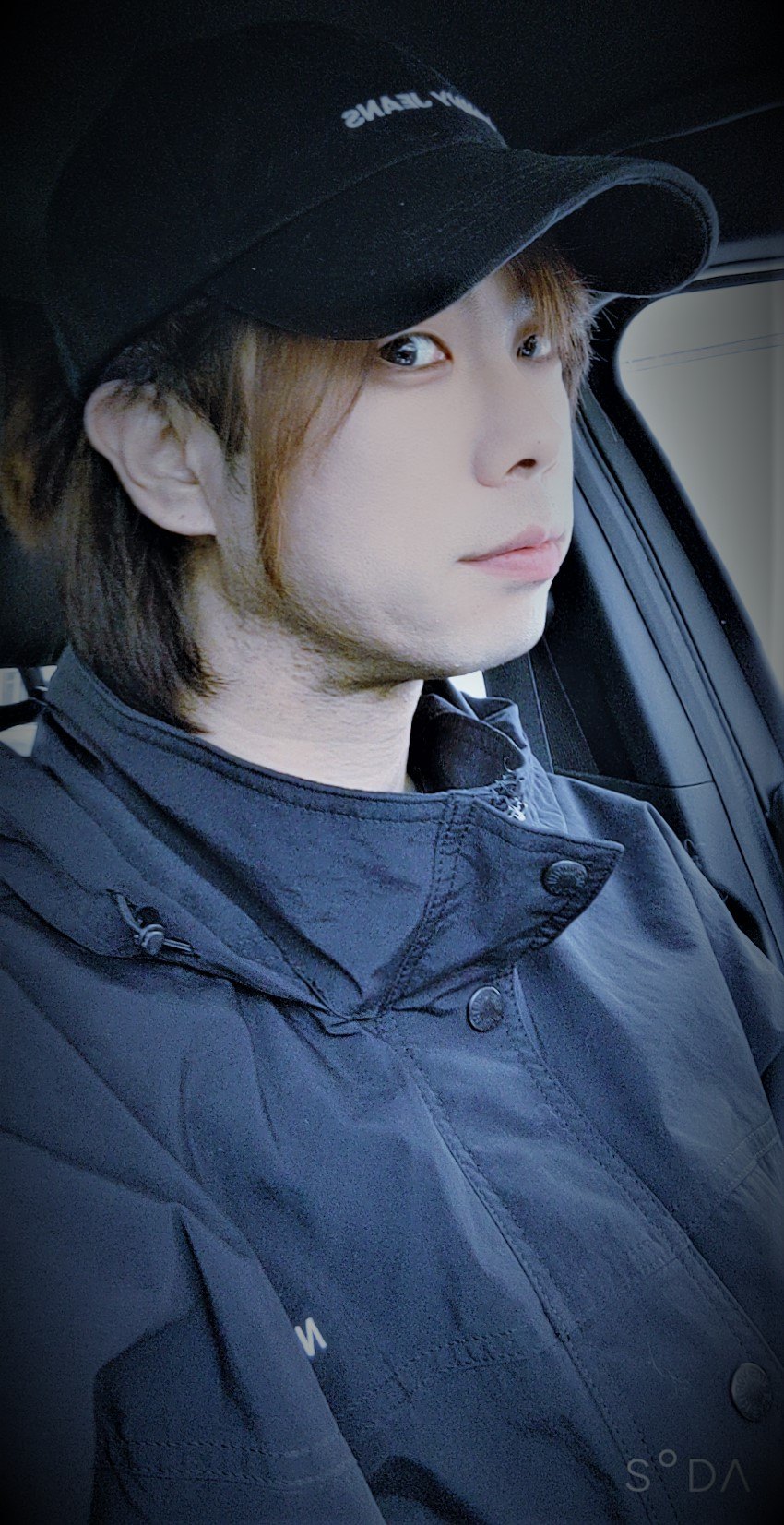
officialsiteから

 現在、テレビ等では保育者への研修の必要性を強く説き、現状の保育業界の問題をはっきりと指摘する。また、セミナー、講演等においては保育者に代わって保育者の声を代弁してくれる姿勢が基本であり、職場環境コーディネーターとしての一面を持つ。
フランス語と英語が堪能。
2024年、ライブ後のラジオ番組にて、L'Arc〜en〜Cielのファンであることを明かす。

## テレビ
- 2019年 KYT news every.  幼児教育専門家として解説
- 2020年以降、多数の解説役として出演。

## 各講演等
・「よりよい職場環境について」（幼稚園協会等）
・「乳幼児の言葉と保育」（保育協会等）
・「保育職教職希望者の不安と実態」（幼稚園協会等）
・理事長・園長研修会（鹿児島県）(鹿児島市)（姶良市）

## ラジオ
- 2012年 FMいるか  いきいきライフスクール 「言葉」「考えるということ」
- 2013年 FMいるか いきいきライフスクール「生きる力」
- 2014年 FMいるか いきいきライフスクール「教育の哲学」
- 2015年 FMいるか いきいきライフスクール「教育学〜幼児教育の原理を考える〜」
- 2017年 FMいるか いきいきライフスクール「幼児教育のジレンマ」
- 2017年 FMいるか いきいきライフスクール「保育の哲学」
- 2024年 MBC南日本放送 てゲてゲハイスクール Gt.Vo.

## 著書
『幼児・初等教育入門Ⅱ』2021年、ラグーナ出版
『指導法もいっしょに学ぶ保育内容「言葉」』2023年、教育情報出版